# Bernhard Spiegel
Bernhard Spiegel (* 10. Dezember 1826 in Hohenheida; † 17. Juli 1895 in Mittenwald) war ein lutherischer Theologe, Kirchenhistoriker und Superintendent von Osnabrück.

## Leben
Spiegel war eines drei Kindern des Pfarrers Christian Friedrich Spiegel und Wilhelmine Hetschold. Er besuchte von 1840 bis 1847 die Thomasschule zu Leipzig. Nach dem Abitur studierte er Theologie bei Georg Benedikt Winer, Johann Christian Friedrich Tuch, Christian Wilhelm Niedner und August Ludwig Gottlob Krehl an der Universität Leipzig. Danach arbeitete er in Leipzig; als Religionslehrer am Gymnasium und an der Armenschule sowie im Leipziger Lehrerverein. Nach der Absolvierung des zweiten theologischen Examens in Dresden,  wurde er 1852 als Prediger an der Peterskirche (Leipzig) berufen. 1855 bewarb er sich auf die Vakanz der dritten Prediger an St. Marien in Osnabrück und wurde mit großer Mehrheit gewählt. Von 1857 bis 1872 hatte er die zweite Predigerstelle inne, ab 1872 bis zu seinem Tod 1896 war er erster Prediger der Marienkirche. 1865 wurde er an der Universität Jena zum Dr. theol. promoviert. 1863 war Spiegel Mitgründer des Deutschen Protestantenvereins und wurde dessen regionaler Vorsitzender in Osnabrück. Aufsehen erregten seine Vorträge die Jesuiten, insbesondere seiner Auseinandersetzung mit dem Osnabrücker Domkapitular Heinrich Meuschen (1814–1901). Er korrespondierte mit David Friedrich Strauß und stand der Tübinger Schule nahe. „Bernhard Spiegel gilt als der erste Osnabrücker Geistliche, der eine liberale Theorie im engeren Sinne des Begriffs vertrat, so Dirk Beyer [s. Literatur].“
1876 wurde er zum Stadtsuperintendenten ernannt. Er hat auch die Geschäfte dieses Amtes bis an sein Lebensende verwaltet, ist aber vom Landeskonsistorium zu Hannover, das die Ernennung für sich beanspruchte, niemals als Superintendent bestätigt worden.
Neben seinem seelsorgerischen Wirken entfaltete Spiegel eine lebhafte Tätigkeit als Kirchenhistoriker, u. a. veröffentlichte er „Hermann Bonnus“ (1864), „Zur Geschichte der Reformation und ihrer Entwicklung in der Stadt Osnabrück.“ (1883), dazu zahlreiche Kanzel- und Gelegenheitsreden.

## Werke
- Offener Brief an Herrn Archidiaconus Baurschmidt in Lüchow. Kisling, Osnabrück 1862
- Hermann Bonnus – Erster Superintendent von Lübeck und Reformator von Osnabrück (1864/92)
- Albert Ricaeus Hardenberg: Ein Theologenleben aus der Reformationszeit (1869)
- Zur Geschichte der Reformation und ihrer Entwicklung in der Stadt Osnabrück – Vorträge (1883)